# Konrad Lorenz
Konrad Zacharias Lorenz (Vienna, 7 novembre 1903 – Altenberg, 27 febbraio 1989) è stato uno zoologo ed etologo austriaco.
È considerato il fondatore della moderna etologia scientifica, da lui stesso definita come «ricerca comparata sul comportamento» (vergleichende Verhaltensforschung).
Nel 1973 la sua attività trova coronamento con l'assegnazione del premio Nobel per la medicina e la fisiologia (condiviso con Nikolaas Tinbergen e Karl von Frisch) per i suoi studi sulle componenti innate del comportamento e in particolare sul fenomeno dell'imprinting nelle oche selvatiche. Lorenz deve tuttavia gran parte della propria popolarità alle opere di divulgazione scientifica. Pioniere dell'ambientalismo, si è inoltre occupato per tutta la vita di filosofia, specialmente nel campo gnoseologico (teoria della conoscenza), contribuendo alla fondazione dell'epistemologia evoluzionistica ed elaborando un'interpretazione biologica e filogenetica dell'apriorismo kantiano.

## Biografia

### L'infanzia

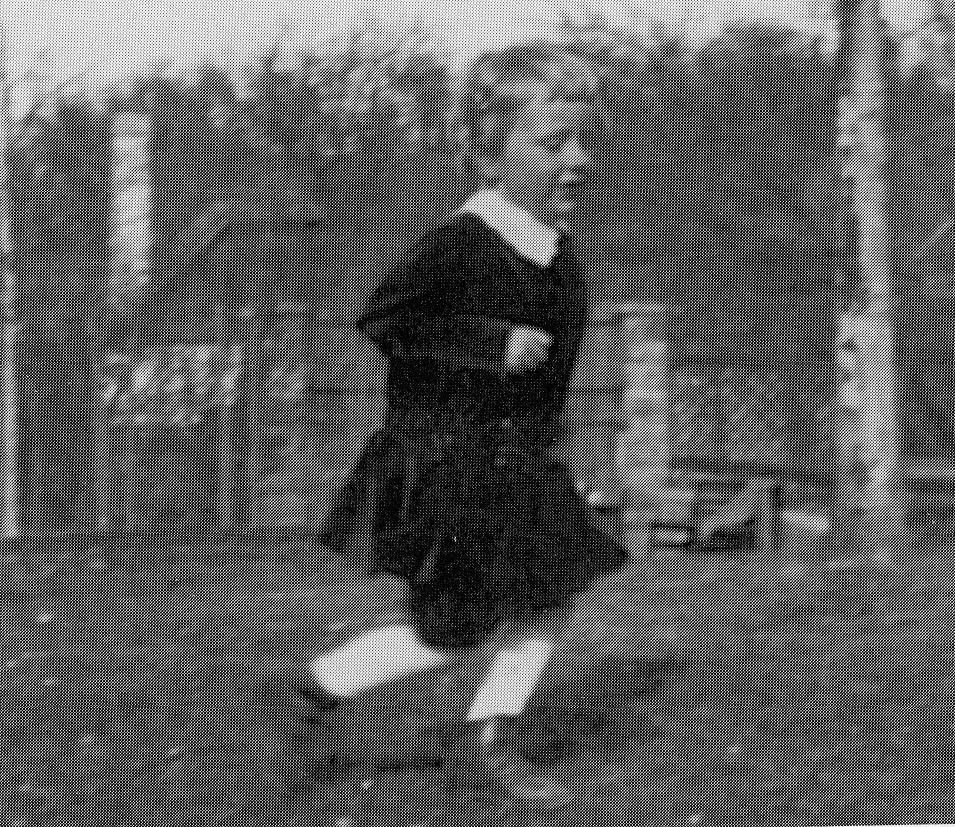
Il piccolo Konrad a cinque anni

Figlio dell'ortopedico Adolf Lorenz, Konrad Lorenz trascorse l'infanzia ad Altenberg, sulle rive del Danubio, dove poté subito coltivare il suo vivo interesse per il mondo animale:
Da bambino avrebbe voluto diventare una civetta, «perché di sera le civette non devono andare a letto», ma cambiò idea quando gli fu narrato il Viaggio meraviglioso del piccolo Nils Holgersson con le oche selvatiche di Selma Lagerlöf:
Persuasi i genitori ad acquistargli un pulcino d'anatra, iniziò a condividere tale interesse con una bambina di tre anni più grande, la sua futura moglie, che ricevette un anatroccolo della stessa covata:
A dieci anni scoprì i principi dell'evoluzione osservando una tavola di Archaeopteryx (anello di congiunzione tra i rettili e gli uccelli) e leggendo dei libri sull'argomento; progettò allora di fare il paleontologo, e gli capitò l'occasione di avere per maestro, a scuola, un monaco benedettino che insegnava liberamente la teoria darwiniana della selezione naturale.

### Gli studi e la famiglia
Prima di terminare il liceo (1922), desiderava studiare zoologia e paleontologia, ma seguì poi il volere del padre iscrivendosi a medicina. Seguì i corsi all'Università di Vienna, alloggiando presso la casa dei genitori, dove continuò peraltro a coltivare i suoi interessi zoologici; ad esempio provò a tenere, nella sua camera, una scimmia cappuccina. Ancor prima di conseguire la laurea (1928), divenne dapprima esercitatore e poi assistente universitario, presso l'istituto di anatomia, del prof. Ferdinand Hochstetter (esperto di embriologia e studioso di anatomia comparata).
La sua prima pubblicazione scientifica fu un diario di appunti e illustrazioni sul comportamento delle taccole. Gretel, che poi sarebbe diventata sua moglie, fece dattilografare questo scritto a sua insaputa e lo inviò al dott. Oskar Heinroth. Cominciò così la carriera di Lorenz.
Sposatosi, visse ad Altenberg con la moglie, ginecologa, ospitando in giardino moltissimi animali liberi, tanto che, quando nacque il primogenito, fu quest'ultimo ad essere messo, per sua sicurezza, «in gabbia»:

### Gli anni del nazismo
Nel 1937 Lorenz fece domanda alla Comunità di Ricerca Tedesca per una borsa di studio, facendosi raccomandare da accademici viennesi come simpatizzante del nazismo; la domanda ebbe esito positivo l'anno successivo, quando Lorenz allegò anche le prove che lui e sua moglie erano di origine ariana. Con l'Anschluss dell'Austria alla Germania (1938), Lorenz prese la tessera del partito nazista e nel 1940 ottenne la cattedra di psicologia all'Università di Königsberg e nel medesimo anno scrisse:
(Scritto di Konrad Lorenz riportato da Robert Jay Lifton in I Medici Nazisti p. 191 e )
In seguito affermerà:

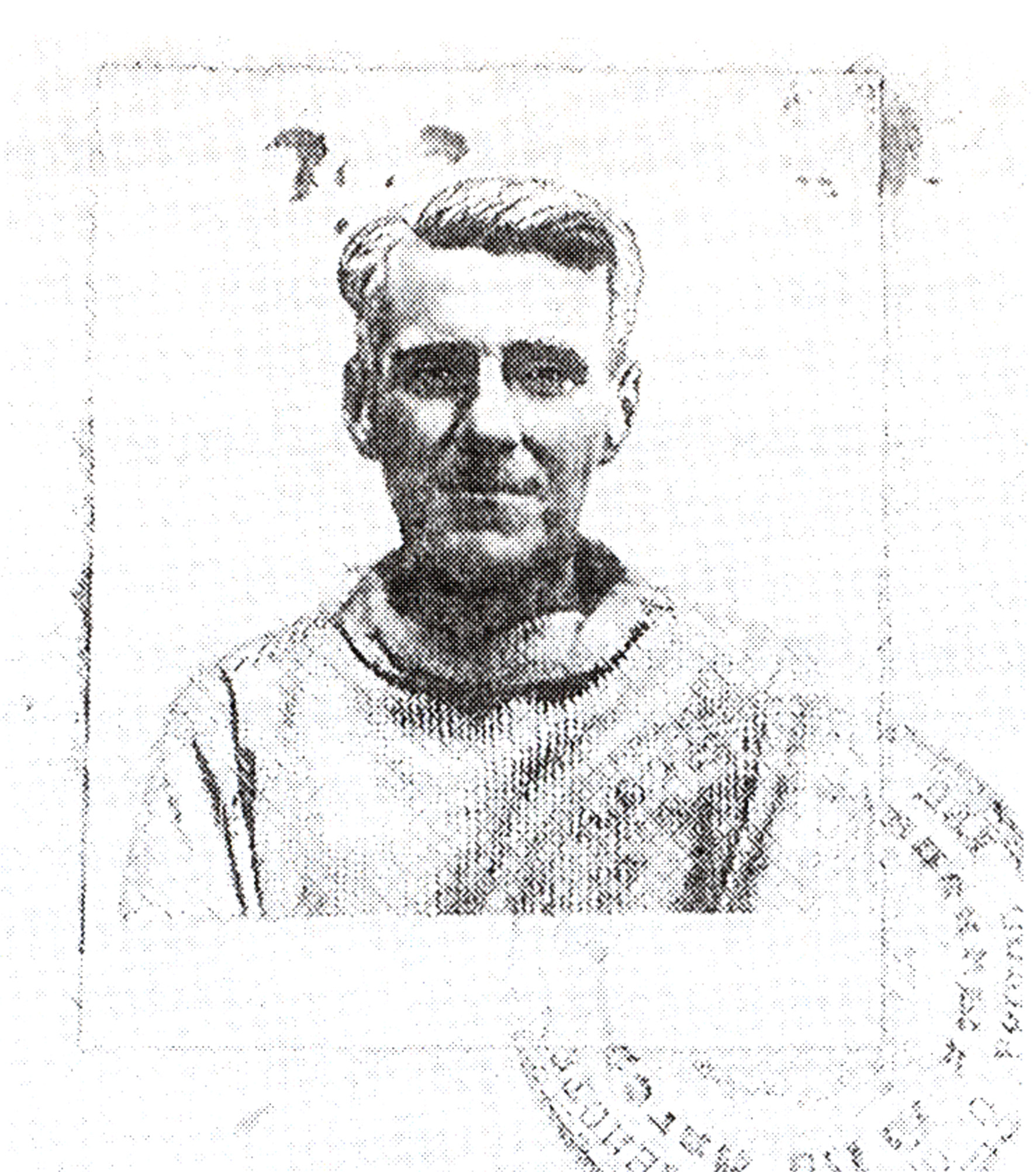
Fotografia di Konrad Lorenz su un documento ritrovato in un campo di prigionia sovietico

Nel corso della seconda guerra mondiale fu reclutato nell'esercito tedesco, inizialmente con l'incarico di portaordini-motociclista, poi di psicologo e infine di medico (1941) nel dipartimento di neurologia e psichiatria dell'ospedale di Posen; qui si occupò del trattamento delle nevrosi, specialmente dell'isteria e delle nevrosi compulsive.
Nella primavera del 1942 fu spedito al fronte orientale, vicino Vicebsk (nell'ambito dell'Operazione Barbarossa), e due mesi dopo fu fatto prigioniero dai sovietici. Nel 1944 fu internato in un campo di prigionia in Armenia; nell'Unione Sovietica fece peraltro significative esperienze:

### Il dopoguerra
Fece ritorno in Austria nel febbraio del 1948 e gli fu permesso di tenere il manoscritto di un libro sugli uccelli che stava scrivendo e che sarebbe diventato L'altra faccia dello specchio. Subito si reinserì nell'ambito della ricerca zoologica, e nel 1949 fondò l'Istituto di Etologia Comparativa dell'Accademia austriaca delle Scienze. Sempre in quell'anno pubblicò il libro che l'avrebbe reso famoso: L'anello di Re Salomone. Nel 1950 fu appositamente creato per lui l'Istituto Lorenz di etologia dalla Società Max Planck a Buldern in Vestfalia e nel 1955 l'Istituto Max Planck di fisiologia del comportamento a Seewiesen, in Baviera di cui fu vice direttore e dal 1961 direttore.
Nel 1953 seguì la nomina di Konrad Lorenz a professore onorario presso l'Università di Münster. Nel 1957 fu nominato Professore onorario di Zoologia presso l'Università di Monaco di Baviera. Nel 1969 divenne il primo vincitore del "Premio mondiale Cino Del Duca". Nel 1973 gli fu conferito il Premio Nobel per la medicina, condiviso con Nikolaas Tinbergen e Karl von Frisch, "per le scoperte in modelli di comportamento individuale e sociale". L'attribuzione venne contestata da alcuni tra scienziati e superstiti dell'Olocausto a causa delle sue teorie sulla degenerazione della razza applicabili anche agli esseri umani e dei suoi rapporti con il nazionalsocialismo. Lorenz si ritirò dall'Istituto Max Planck nel 1973, ma continuò a fare ricerca e a pubblicare da Altenberg e Grünau im Almtal, in Austria. Morì il 27 febbraio del 1989, all'età di 85 anni.

## Pensiero

### Contributi scientifici

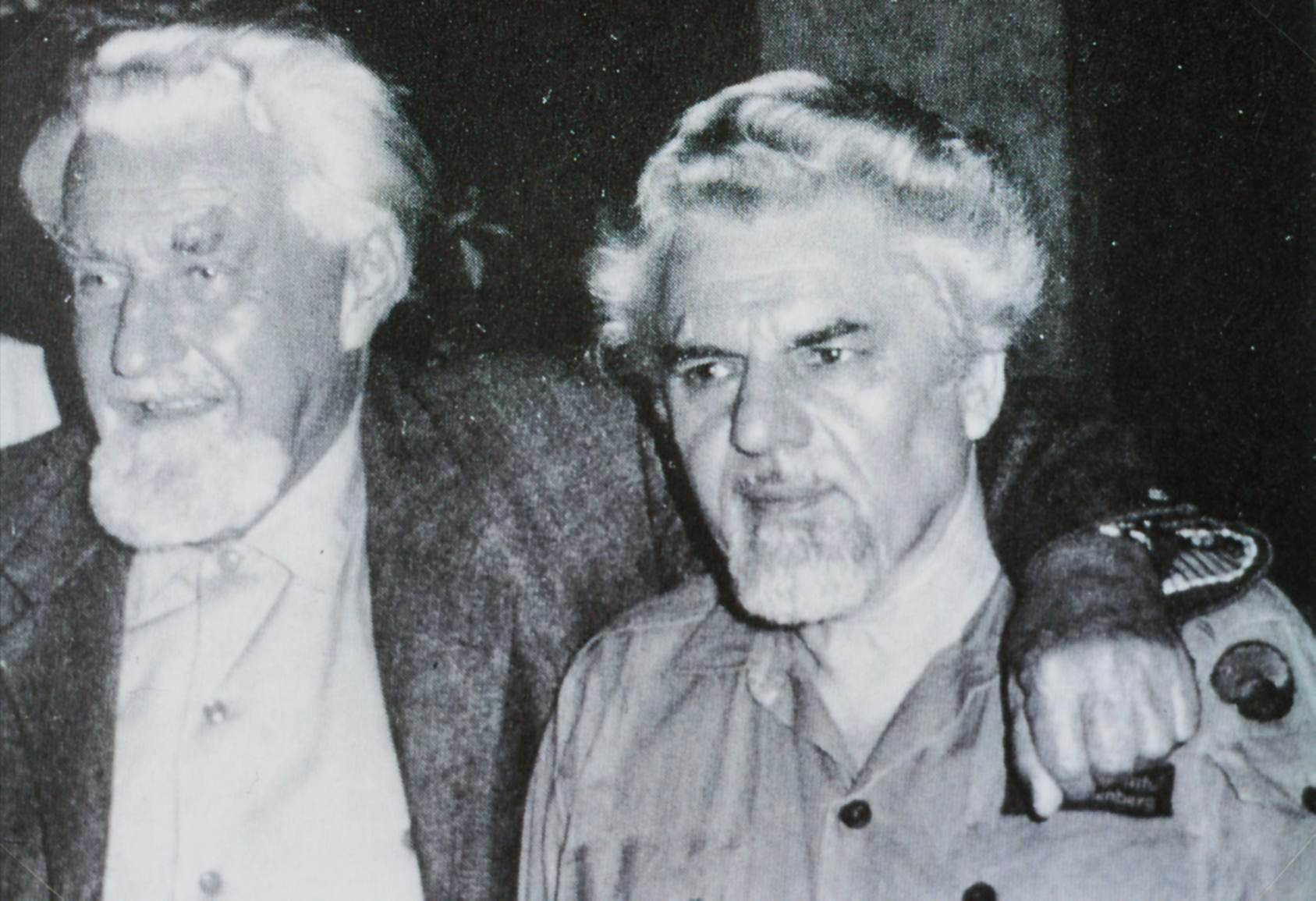
Lorenz (a sinistra) con il suo allievo Otto Koenig, nel 1974

Considerato uno dei fondatori dell'etologia (cioè dello studio del comportamento animale nel suo ambiente naturale), Lorenz elaborò sin dal 1935 il concetto di imprinting: l'apprendimento istintivo caratteristico di una specie, che pare non derivare dall'esperienza individuale. Lorenz infatti definì l'imprinting come «la fissazione di un istinto innato su un determinato oggetto», osservando che «nelle anatre selvatiche il processo di imprinting che ferma l'azione del seguire è ridotto a poche ore. Proprio per essere circoscritto a una determinata fase di sviluppo e per la sua irrevocabilità l'imprinting si differenzia da altre forme d'apprendimento».
Queste osservazioni di Lorenz influenzarono fortemente la teoria psicoanalitica dell'attaccamento (sarà Bowlby stesso a riconoscerlo, nell'opera Costruzione e rottura dei legami affettivi del 1979). Lorenz fu promotore della scuola di «etologia positiva» a orientamento psicofisiologico, basata sull'idea di un'«attività spontanea» dell'organismo distinta da qualsiasi «risposta» a stimolazioni. Egli ha studiato i problemi dei codici di comportamento e dei rituali nel mondo animale, legati al corteggiamento, alle pratiche sessuali e alla cova.

#### Studi sull'aggressività
Lorenz ha compiuto ricerche sui problemi dell'aggressività, sulla sua funzione per la sopravvivenza e sui meccanismi che si contrappongono ai suoi effetti deleteri, estendendo queste ricerche dal campo animale fino a quello umano, dove ha osservato come l'istinto aggressivo vada in qualche modo mitigato, ad esempio tramite l'agonismo sportivo. Egli ha definito l'aggressività come insita nella natura stessa dell'uomo, attirando perciò le critiche di sociologi, psicologi e psichiatri. Si è difeso affermando che il suo pensiero «non è stato capito per colpa di restrizioni ideologiche. All'uomo non piace sentirsi definire aggressivo, non gli piace riconoscere di avere degli istinti bassi, e al giorno d'oggi l'aggressività è uno degli istinti più deprecati».
Ha elaborato la teoria della cosiddetta «appetenza», secondo cui negli animali c'è un meccanismo interno dove si accumula l'aggressività, e che ad un certo livello costringe l'animale a sfogarla. Per Lorenz, come la fame comporta l'esigenza di nutrirsi, la mancanza di sfoghi aggressivi fa crescere il bisogno di combattere. La pulsione aggressiva è pronta a liberarsi se sollecitata da stimoli appropriati, ed è un istinto di conservazione della specie anche quando viene esercitata verso gli appartenenti alla propria stessa specie, attraverso la delimitazione del territorio e la distribuzione degli individui nello spazio vitale disponibile, nonché tramite la selezione del più forte e del miglior capofamiglia.
Lorenz ha anche studiato i meccanismi delle inibizioni, sviluppatesi in parallelo all'evolversi degli strumenti di aggressione. L'essere umano è l'unica specie che ha prodotto in breve tempo delle armi che ne mettono a rischio l'esistenza, perché dotate di un enorme potere distruttivo, «il cui uso non è regolato da una corrispondente forza di inibizione». In particolare Lorenz sottolinea come nel resto del mondo animale l'aggressività è limitata da meccanismi inibitori istintivi che tendono a concludere lo scontro con una parte sottomessa e una vincitrice, senza arrivare all'uccisione, se non in rari casi o nel contesto del rapporto predatore-preda in cui l'uccisione è inevitabile in quanto la preda funge da pasto. Secondo Lorenz, nel caso dell'uomo, il superamento dei naturali freni inibitori è favorito anche dal fatto che lo scontro fisico di contatto, corpo a corpo, può essere sostituito da uno scontro di medio o lungo raggio. Anche nel combattimento corpo a corpo, l'uso di armi che non sono dotazioni biologiche delle parti funge da barriera tra l'istinto di inibizione e il feedback sensoriale del danno effettivo che l'arma sta infliggendo all'avversario. Viceversa, negli altri animali, l'aggressione è limitata all'utilizzo dei propri arti, che hanno un riscontro immediato sul danno che stanno infliggendo, pertanto negli aggressori può subentrare tempestivamente l'istinto inibitorio, frenando l'intensità dell'attacco prima che sia letale.

### Riflessioni morali
Già prima dello scoppio della seconda guerra mondiale, nel saggio Armi e morale negli animali (1935), Lorenz aveva paventato per gli esseri umani la possibilità di un nuovo conflitto su scala globale, che avrebbe minacciato la sopravvivenza stessa dell'uomo sul pianeta:
A partire dagli anni sessanta Lorenz iniziò ad interessarsi, anche avvalendosi delle sue competenze di psichiatra, delle «nevrosi di massa» che inducono l'essere umano a devastare l'ambiente e ad autodistruggersi nel circolo vizioso dell'economia capitalistica, con i rischi aggiunti di un possibile conflitto nucleare; da ciò Lorenz deduce che i maggiori problemi per l'umanità di oggi siano quelli di natura etica e morale:

#### Etica e animali
In un suo articolo molto discusso del 1980 (Gli animali sono esseri umani di sentimento) Lorenz parlò di «crimini contro gli animali» scrivendo che «chiunque conosca intimamente un mammifero superiore, come un cane o una scimmia, e non si convince che tale essere ha sentimenti simili ai suoi, è psichicamente anormale».
Lorenz spiegò poi come la compassione verso gli animali sia una naturale conseguenza della scoperta delle somiglianze intercorrenti tra il loro comportamento ed il nostro:
Approvando il riconoscimento scientifico dell'«evidenza del Tu» promosso da Karl Bühler, Lorenz sostenne quindi la necessità di una morale estesa agli animali:

### Epistemologia
In campo filosofico uno dei maggiori contributi di Lorenz fu l'intuizione, derivata e dimostrata dalla sua ricerca naturale, della derivazione filogenetica delle nostre categorie mentali che ci consentono la conoscenza della realtà. A-priori per l'individuo, ma a-posteriori nel divenire evolutivo della specie. Intuizione e studi che costituirono una delle basi su cui si fonda l'epistemologia evoluzionistica. In tutta l'opera di Lorenz vi è inoltre l'intuizione fondamentale che anche le capacità cognitive più complesse del genere umano siano filogeneticamente derivate dalle funzioni più elementari comuni a tutti gli organismi viventi.

## Riconoscimenti
Nel dicembre 2015 l'università di Salisburgo, nell'ambito di una verifica di tutte le lauree honoris causa assegnate a personaggi illustri, decise di revocare tale laurea a Konrad Lorenz, assegnata nel 1983, per via della sua adesione al Partito Nazionalsocialista Tedesco dei Lavoratori.
- 1964: Medaglia per le scienze e le arti (Austria)
- 1972: Goldene Medaille der Humboldt-Gesellschafts

## Opere
- Osservazioni sulle taccole (1927)
- Osservazioni sul riconoscimento di azioni istintive specifiche negli uccelli (1932)
- Armi e morale negli animali (1935)
- Il compagno nell'ambiente dell'uccello (1935)
- Sulla formazione del concetto di istinto (1937)
- Disfunzioni del comportamento istintivo causate dalla domesticazione (1940)
- La dottrina kantiana dell'apriori e la biologia contemporanea (1941)
- Le forme innate dell'esperienza possibile (1943)
- L'anello di Re Salomone (1949)
- E l'uomo incontrò il cane (1950)
- Evoluzione e modificazione del comportamento (1961)
- L'aggressività (1962), trad. Elisabetta Bolla, Introduzione di Giorgio Celli, Milano, Il Saggiatore, 1969 - Collana Catalogo n.21, Il Saggiatore, 1983; Collana Saggi, Milano, Mondadori, 1986; NET, 2005; Collana Saggi. Tascabili n.22, Il Saggiatore, 2008; Collana La Cultura, Il Saggiatore, 2015-2021, ISBN 978-88-428-2746-7.
- Il cosiddetto male (1963), trad. Elisabetta Bolla, Introduzione di Giorgio Colli, Milano, Il Saggiatore, 1969-1973; Milano, Garzanti, 1974-1981.
- L'altra faccia dello specchio (1973)
- Gli otto peccati capitali della nostra civiltà (1973)
- L'etologia (1978)
- Natura e destino (1978)
- Dialoghi con l'oca selvatica, fotografie di Sybille e Klaus Kalas, Milano, Mondadori, 1979.
- Gli animali sono esseri umani di sentimento (1980)
- Il declino dell'uomo (1983)
- Salvate la speranza (1988)
- Io sono qui, tu dove sei? Etologia dell'oca selvatica (1988)
- La scienza naturale dell'uomo. Il manoscritto russo (1992)